# Marianne Clouzot
Pour les articles homonymes, voir Clouzot.
Marianne Clouzot, née au Vésinet le 6 août 1908 et morte aux Hermites le 23 juillet 2007, est une illustratrice et artiste peintre française.

## Biographie
Fille d'Henri Clouzot (1865-1942), historien et critique d'art réputé, elle est par lui la cousine du cinéaste Henri-Georges Clouzot et la soeur cadette de la pianiste-compositrice Marie-Rose Clouzot. Elle voit le jour le 6 août 1908, au 1 boulevard Carnot au Vésinet, dans une villa que loue sa grand-mère. De santé fragile, elle ne fréquente guère l'école et passe beaucoup de temps à dessiner. C'est son père qui lui apprend la technique de l'aquarelle et l'encourage dans sa vocation.
En 1923, elle intègre l'Union centrale des arts décoratifs à Paris qu'elle quitte en 1928. Cette année-là, elle devient l'élève de l'académie d'André Lhote, 18 rue d'Odessa dans le quartier du Montparnasse. Pendant l'Occupation, elle découvre la céramique auprès de Paul Pouchol (1904-1963) en séjournant dans son atelier de la rue du Dragon dans le quartier Saint-Germain-des-Prés de 1943 à 1948. Pendant ce même temps, elle grave des illustrations pour une vingtaine de livres.
Elle est surtout connue pour les nombreuses illustrations qu'elle a dessinées pour des livres, en particulier pour enfants (quatre-vingt-cinq volumes de 1950 à 1979). Parmi ses nombreuses illustrations pour la Bibliothèque rose, on lui doit les neuf volumes de la série Jeanpi écrite par Claude Moiran, et les vingt-sept premiers volumes (sur vingt-huit) de la série Lili écrite par Marguerite Thiébold.
Elle a animé des émissions pour l'ORTF entre 1969 et 1972.

## Œuvres

### Illustrations

#### Littérature
- Gérard de Nerval, Sylvie, vingt eaux-fortes de Marianne Clouzot et trente bois gravés par Gérard Angiolini ; Paris, éditions Marcel Lubineau, 1944
- Raymond Lemoine, Le Jardin des mystères, quinze poèmes sur les mystères du Rosaire ; Niort, 1944
- La Clé des chœurs, recueil de cent cinq chansons, harmonisées et recueillies par Marie-Rose Clouzot ; Paris, éditions Bourrelier et Cie, 1945
- Georges Duhamel, Les Plaisirs et les Jeux, eaux-fortes originales, éditions Dominique Wapler, 1946 (OCLC 459364289)
- Marie-Rose Clouzot, La Musique pour la jeunesse, 1946
- Longus, Daphnis et Chloé ; Paris, 1947, typographie ; presse de la Ruche ; eaux-fortes : éditions La Tradition
- Pierre de Ronsard, Les Sonnets pour Hélène, Paris, Fernand Hazan, 1948
- Alain-Fournier, Le Grand Meaulnes, trente eaux-fortes, Paris, éditions Marcel Lubineau, 1949
- Cantique des Cantiques, traduction d'André Chouraqui, illustrations et édition à compte d'auteur par Marianne Clouzot, 1951
- André Gide, La Tentative amoureuse, Paris, éditions Marcel Lubineau, 1951
- Gabriel Audisio, Métamorphoses de Jupiter, 1954
- Paul Valéry, La Jeune Parque, 1958
- Paul Verlaine, Œuvres poétiques complètes, tome premier, Vers de jeunesse, Poèmes saturniens, Fêtes galantes, La bBonne Chanson, éditions André Vial, 1948
- Louise Labé, Élégies et sonnets, ornés au burin par Marianne Clouzot ; Paris, l'artiste, 1959
- Colette, Notes algériennes et marocaines, 1960
- Mariana Alcoforado, Lettres de la religieuse portugaise, vingt gravures ; Paris, éditions Marcel Lubineau, 1960
- Frédéric Mistral, Mireille ; Paris, G. Raoult, 1962
- Jean Giraudoux , Elpénor, dix gravures, Les Centraux bibliophiles et leurs amis, 1982

#### Romans pour la jeunesse
(liste non exhaustive)
- Francis Jammes, Trois contes, éditions Henri Lefèvre, 1940
- Christian Pineau, Contes de je ne sais quand, éditions Hachette, coll. « Idéal-Bibliothèque », 1952
- J. M. Barrie, Peter Pan, Flammarion, coll. « Flammarion 23 », 1952
- Hector Malot, Sans Famille (2 tomes), Hachette, coll. « Idéal-Bibliothèque », 1954
- Jean Webster, Papa Faucheux, Hachette, coll. « Grands romanciers », 1954
- J.-P. Stahl, Les Patins d'argent, Hachette, coll. « Grands romanciers », 1954
- Comtesse de Ségur, Les Mémoires d'un âne, Hachette, coll. « Idéal-Bibliothèque », 1954
- Christian Pineau, Plume et le Saumon, Hachette, coll. « Idéal-Bibliothèque », 1954
- Christian Pineau, L'Ourse aux pattons verts, Hachette, coll. « Idéal-Bibliothèque », 1956
- Christian Pineau, L'Ourse aux pattons verts, Hachette, coll. « Idéal-Bibliothèque », 1956
- Christian Pineau, Cornerousse le mystérieux, Hachette, coll. « Idéal-Bibliothèque », 1957
- Lucie Rauzier-Fontayne, La Petite Fille aux oiseaux, Hachette, 1958
- Carlo Collodi, Les Aventures de Pinocchio, Hachette, coll. « Grands romanciers », 1958
- A. Andrieux, Toute une année de lecture, Livre 1 [manuel de lecture], Paris, Hachette, 1958
- Christian Pineau, Histoires de la forêt de Bercé- Hachette, coll. « Idéal-Bibliothèque », 1958
- Christian Pineau, La Marelle et le Ballon, Hachette, coll. « Idéal-Bibliothèque », 1962
- Christian Pineau, La Planète aux enfants perdus, Hachette, coll. « Idéal-Bibliothèque », 1960
- Christian Pineau, La Bête à bêtises, Hachette, coll. « Idéal-Bibliothèque », 1965
- Christian Pineau, Le Roi mage et le Père Noël, Hachette, coll. « Idéal-Bibliothèque », 1968
- Hans Christian Andersen, La Petite Sirène, pochoirs d'après les dessins de Marianne Clouzot, 2005

### Affiches
- Jeune Français le Secours National vous a aidés, 1941, Imprimerie Chaix, Paris, 119 × 80 cm

## Expositions
- 1935 : exposition personnelle à la galerie Charpentier à Paris
- 1995 : « Musicienne du silence », exposition organisée par la bibliothèque municipale et la conservation des musées de Niort